# Конкуаті-Дулі (національний парк)
Національний парк Конкуаті-Дулі є прибережним національним парком у Республіці Конго, який входить до списку світової спадщини ЮНЕСКО.
Національний парк був заснований Указом Президента № 99-136 від 14 серпня 1999 року, він займає площу 5049,5 км2 і розташований на півдні країни, на узбережжі океану.
Національний парк розташований поблизу сіл Котовінду та Лулема вздовж кордону між Конго та Габоном.
Національним парком Конкуаті-Дулі керує Міністерство лісової галузі та довгострокового розвитку (MEFDD) у партнерстві з Товариством охорони дикої природи (WCS). У парку працює 70 постійних співробітників. На початку 2014 року в парку налічувалося 36 охоронців. Під час щорічного сезону гніздування морських черепах між жовтнем і березнем для моніторингу пляжів залучаються додаткові 30 осіб.
Парк поділений на три зони:
1. Цілковито охоронювана зона, яка доступна лише на законних підставах для персоналу парку, оплачуваних туристів і дослідників із дійсними дозволами;
2. Зона екорозвитку, що містить усі законні місця проживання людей, у якій мешканцям дозволено використовувати природні ресурси для свого існування, і в якій промислова експлуатація дозволена за згодою відповідних державних установ;
3. A 5-кілометрова буферна зона навколо парку, призначена для екологічної освіти та соціально-економічної діяльності.

## Історія
Національний парк Конкуаті-Дулі було створено у 1999 році, однак парк є частиною активної природоохоронної території ще з 1980 року як заповідника Конкуаті.
Цей заповідник охоплював майже 300 000 гектарів тропічного лісу. Законодавчим положенням у 1989 році, його територію було зменшено до 144 294 гектарів.
У 1999 році МСОП визнав, що ця територія перебуває під критичною загрозою, тоді ж заповідник Конкуаті отримав статус національного парку.
Відтоді як Конкуаті-Дулі став національним парком, ним керує Національна комісія лісового господарства Міністерства працює у партнерстві з Товариством охорони дикої природи (WCS) 
Парк є важливою частиною місцевої культури. У 2014 році близько 7000 людей проживали в парку та навколо нього: 3500 людей розкидані по 14 селах уздовж прибережної дороги та ще стільки ж людей у 14 селах уздовж лісової дороги, що неподалік.
Мешканці узбережжя парку - це переважно люди Вілі, - етнічна група рибалок і торговців, які оселилися тут ще у 13 столітті. У селах уздовж лісової дороги проживає понад 30 різних етнічних груп, які прийшли сюди з приходом лісозаготівельних компаній, і оселилися менше 100 років тому.

## Географія, рослинний і тваринний світ

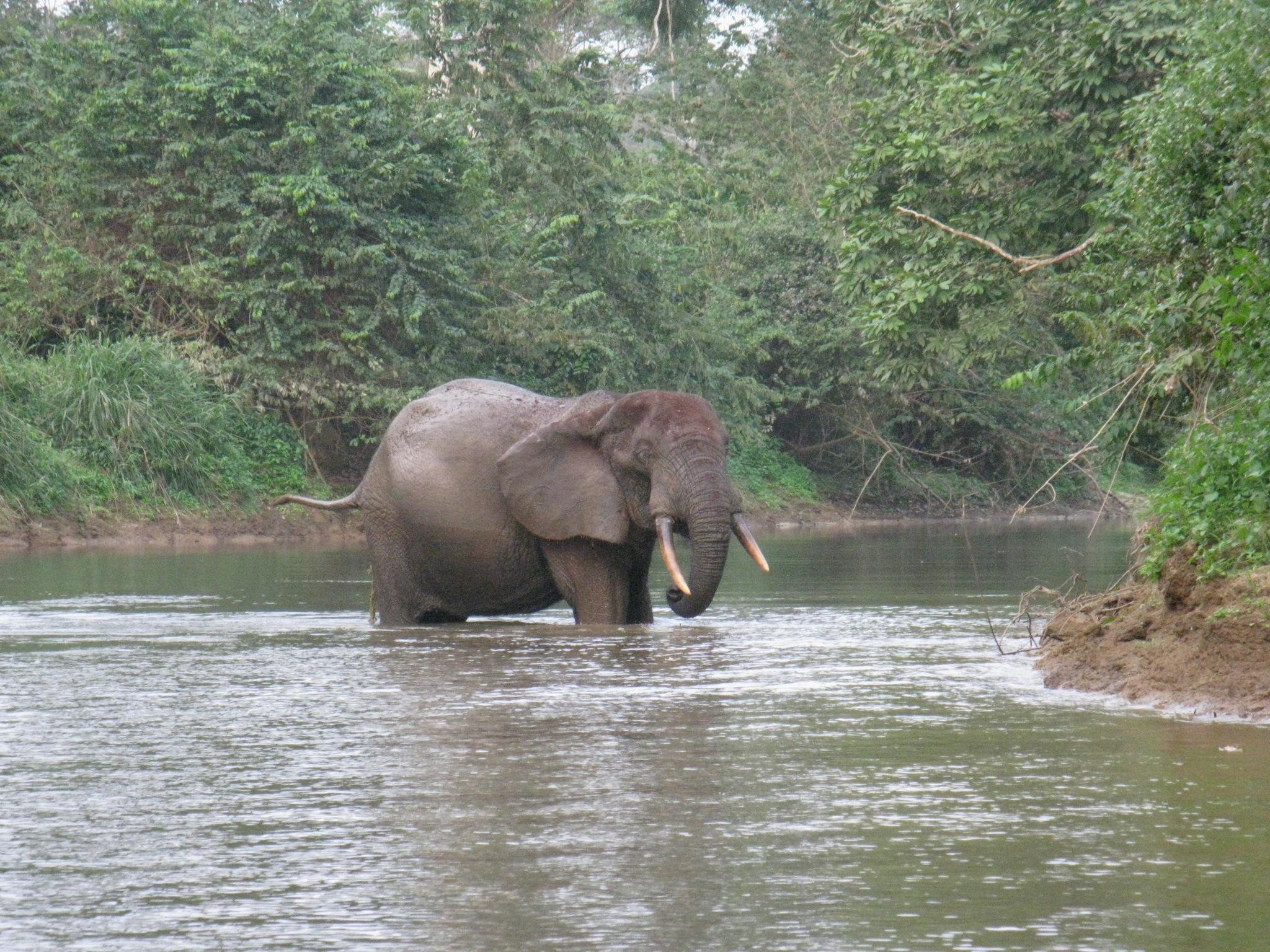
Лісовий слон у Національному парку Конкуаті-Дулі

Національний парк Конкуаті-Дулі має найбільше біологічне різноманіття у країні та включає єдину охоронювану морську територію в Конго.
Парк є місцем проживання фауни, типової для лісових екосистем Конго, включаючи слонів, буйволів, горил, леопардів, шимпанзе, червоних річкових свиней, сітатунга та мандрилів.  У парку також є кілька зникаючих популяцій черепах і дельфінів.
Через парк протікає річка Нумбі, яка оточена густими лісами, змішаними з водно-болотними угіддями, заплавними лісами та лагунами. Rhizophora racemosa та Avicennia nititta є поширеними мангровими рослинами в парку.
Парк є пріоритетним місцем для людиноподібних приматів у плані дій МСОП зі збереження людиноподібних мавп, оскільки тут проживає близько 8000 центральноафриканських шимпанзе і 2000 західних низинних горил.
Парк є місцем проживання близько 1000 лісових слонів,  а також є Рамсарським угіддям через його важливість для перелітних і водно-болотних птахів.
Його пляжі є одними з найважливіших у світі для гніздування морських шкірястих черепах.
У прибережних водах парку також проживає група з близько 50 горбатих дельфінів (Sousa teuzsi).

## Загрози збереження
Місцеві екосистеми вразливі до промислових загроз, таких, як лісозаготівлі, видобутку корисних копалин, видобутку нафти та промислового рибальства. У регіоні здійснює вилов риби Китайський риболовецький флот. Китайські траулери становлять серйозну загрозу для морського парку.
Крім того, браконьєри зазвичай використовують прибережні та південно-східні лісові дороги, що проходять через парк, щоб отримати доступ до рідкісних тварин, таких як слони .
Місцеве населення невелике, але сусіднє місто Пуент-Нуар (150 км від парку) сприяє використанню природних ресурсів для задоволення зростаючого попиту на м’ясо диких тварин і деревину. Торгівлям м'ясом диких тварин є незаконною.
Місцеві загрози включають нестійкі методи рибальства, полювання та сільського господарства.